# Sláger Rádió
Sláger Rádió war ein ungarischer Hörfunksender. Er spielte überwiegend Musik der 1960er-, 70er- und 80er-Jahre. Außerdem sendete er regelmäßig Nachrichten. Der Sender gehörte dem amerikanischen Investor Emmis.
Sláger Rádió war seit dem 16. Februar 1998 auf Sendung. Sein Claim lautete: „Die größten Schlager der 60er-, 70er- und 80er-Jahre“. Diese Eigenbezeichnung war allerdings nicht mehr ganz zutreffend, da der Sender Schlager aus allen Zeiten spielte.
Der Sender gehörte zu den meistgehörten Radioprogrammen Ungarns und war bis 2009 auf 81 Prozent der Fläche (75.350 km²) des Landes zu empfangen.
Im Oktober 2009 entzog die ungarische Frequenzvergabestelle ORTT (Országos Rádió és Televízió Testület) dem Sender die Sendelizenz. Die Entscheidung wurde von verschiedenen Staaten, darunter Deutschland und den USA, als intransparent kritisiert. László Majtenyi, der nicht stimmberechtigte Vorsitzende der ORTT trat aus Protest über die Vergabepraxis zurück. Seitdem sendete Sláger Rádió bis zum 28. Oktober 2010 (Einstellung) nur noch im Internet und ging gerichtlich gegen die ORTT vor.